# CS 폴라 에슈
CS 폴라 에슈(프랑스어: Cercle Sportif Fola Esch)는 에슈쉬르알제트를 연고로 하는 룩셈부르크의 축구 클럽이다. 현재는 룩셈부르크 내셔널디비전에 참가하고 있다.

## 성적
- 룩셈부르크 내셔널디비전: 우승 6회 (1917–18, 1919–20, 1921–22, 1923–24, 1929–30, 2012-13), 준우승 7회 (1916–17, 1918–19, 1920–21, 1928–29, 1948–49, 1953–54, 1954–55)
- 룩셈부르크 컵: 우승 3회 (1922–23, 1923–24, 1954–55), 준우승 1회 (1972–73)